# 埃尔萨拉穆斯
埃尔萨拉穆斯，是西班牙加泰罗尼亚莱里达省的一个市镇。 总面积20平方公里，总人口678人（001年），人口密度34人/平方公里。